# Hans Sandebring
Hans Einar Sandebring, född den 15 juni 1944 i Linköping, är en svensk politiker och ämbetsman.
Sandebring var anställd inom Högerns ungdomsförbund 1965–1969, inom Moderata samlingspartiet 1969–1970 och inom Sveriges akademikers centralorganisation(/Statstjänstemännens riksförbund) 1970–1979. Han var statssekreterare i Kommunikationsdepartementet 1979–1982, generaldirektör och chef för Statens väg- och transportforskningsinstitut 1982–1989 samt generaldirektör och chef för Sveriges meteorologiska och hydrologiska institut 1989–2003. Sandebring var ledamot av socialforskningsdelegerade 1977–1978, av decentraliseringsdelegerade 1979–1981, av transportforskningsberedningen 1979–1981 och 1985–1989 samt av transportforskningskommissionen 1982–1989. Han har deltagit i ett flertal statliga utredningar.
Sandebring var förste vice ordförande i Moderata ungdomsförbundet 1970-1972 och ledamot av partistyrelsen inom Moderata samlingspartiet 1970–1972. Han var förbundsordförande för Medborgarskolan 1992–2000 och styrelseordförande vid Linköpings universitet 1998. Sandebring var styrelseledamot i Statsföretag 1979–1980, i Linjeflyg 1980–1982, i Aktiebolaget Aerotransport 1980–1982, i Teleinvest 1981, i Scandinavian Airline Systems representantskap 1980–1982 och i Gotlandsbolaget 1980–1982. Han invaldes som utländsk ledamot av den finländska Akademin för tekniska vetenskaper 1989. Sandebring har utgivit Moderat samhällssyn (1970). Han har publicerat artiklar i dagspress i politiska och fackliga frågor.